# Pawieł Zielenski
Pawieł Nikołajewicz Zielenski, ros. Павел Николаевич Зеленский (ur. 23 stycznia 1904 r. we Władykaukazie, zm. 12 października 1978 r. w Waszyngtonie) – rosyjski działacz emigracyjny, poeta
Od 1915 r. uczył się w korpusie kadetów w Odessie. W styczniu 1920 r., kiedy wojska bolszewickie podeszły pod miasto, został ewakuowany wraz z kadetami do granicy z Rumunią, ale zostali oni zmuszeni do powrotu do Odessy. Następnie udało mu się przedostać latem 1920 r. do Sewastopola. Wstąpił do krymskiego korpusu kadetów, w ramach którego został ewakuowany do Królestwa SHS. W 1924 r. ukończył naukę w korpusie, po czym rozpoczął studia techniczne na uniwersytecie w Belgradzie. W międzyczasie został członkiem Narodowego Związku Nowego Pokolenia (NTSNP). Był autorem pieśni pt. „Mołodiożnaja”, a następnie poematu pt. „Pochod zagriebcew osienju 1941”. W 1944 r. przyjechał do Austrii, gdzie po zakończeniu wojny przebywał w obozie dla uchodźców pod Salzburgiem. Od czerwca 1945 r. współredagował pismo obozowe „Informacyonnyj biulletień”. Pomagał uchodźcom sowieckim uniknąć deportacji do ZSRR. Prowadził propagandę antykomunistyczną. W 1949 r. wyemigrował do USA. Początkowo pracował fizycznie w San Francisco. Od 1951 r. był wykładowcą języka rosyjskiego na Uniwersytecie Georgetown w Waszyngtonie. W 1956 r. został inżynierem. Napisał 2 prace dotyczące budowy kanalizacji. Jednocześnie prowadził działalność religijną. Współzakładał cerkiew Św. Jana Chrzciciela. Objął funkcję przewodniczącego miejscowego oddziału Kongresu Rosyjskich Amerykanów.